# Sandro Luís Zamboni Britzke
Sandro Luís Zamboni Britzke (født 20. februar 1978) er en tidligere brasiliansk fodboldspiller.
Han har spillet for flere forskellige klubber i sin karriere, herunder Ventforet Kofu.